# A-260 (Rusland)
De A-260 is een federale autoweg in het zuiden van Rusland. Tot 2011 heette de weg M-21. Deze M-21 liep ten tijde van de Sovjet-Unie van Chisinau via Dnipro (Dnjepropetrovsk) naar Wolgograd. In Rusland is daar nog het traject van de Oekraïense grens bij Kamensk-Sjachtinsky tot Wolgograd van over. In Moldavië is de weg nu bewegwijzerd als de M21, en in Oekraïne als de M13 en M04. De totale lengte in Rusland is 315 kilometer.
De weg begint bij de Russische grensplaats Donetsk (niet te verwarren met Donetsk in Oekraïne), en loopt vanaf daar 39 kilometer naar Kamensk-Sjachtinsky, alwaar de weg 8 kilometer dubbelgenummerd is met de M-4. Bij het klaverblad met de M-4 gaat de weg naar het oosten. De weg loopt via een rondweg langs Morozovsk en steekt bij Kalatsj-na-Donoe de rivier de Don over. In Wolgograd sluit de weg aan op de R-22.
De A-260 is over zijn gehele lengte onderdeel van de E40.